# Sucuk

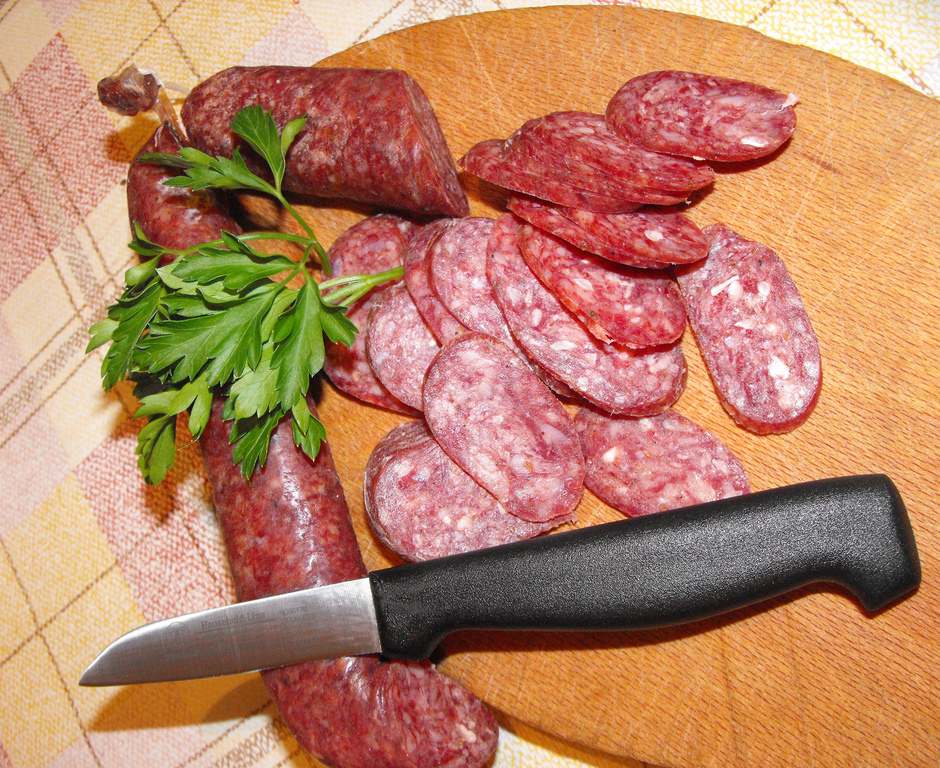
Gesneden sucuk

Sucuk ([ˈsuʤuk]) is een droge en gekruide worst, bekend uit de Turkse keuken, die genuttigd wordt in de Balkan, het Midden-Oosten en Centraal-Azië. De worst bestaat normaliter uit enkel rundvlees, maar in Kazachstan en Kirgizië maakt men de etenswaar ook van paardenvlees. Sucuk heeft verder onder andere komijn, sumak, knoflook, zout en rode peper als ingrediënten. 
Sucuk wordt zelden rauw gegeten; de worst wordt vrijwel altijd gebakken. Sucuk is een relatief sterk gezouten en vetrijk product. Een bijkomstig voordeel hiervan is dat de worst niet met olie gebakken hoeft te worden en voldoende heeft aan het eigen vet. Het product wordt in schijven of parten gesneden en meestal met een ei gebakken. Tijdens het ontbijt wordt het op eenzelfde manier gebruikt als bacon. In Bulgarije wordt sucuk wel rauw gegeten als aperitiefhapje met raki of andere sterk alcoholische dranken. Eind jaren 90 werd sucuk in Turkije ook geïntroduceerd als een shoarmavariant. De worst kan gegeten worden bij het ontbijt, middageten, avondeten en als tussendoortje. Sucuk is in Turkije populair. Ook de zoete tussendoorvariant van sucuk komt oorspronkelijk uit Turkije.

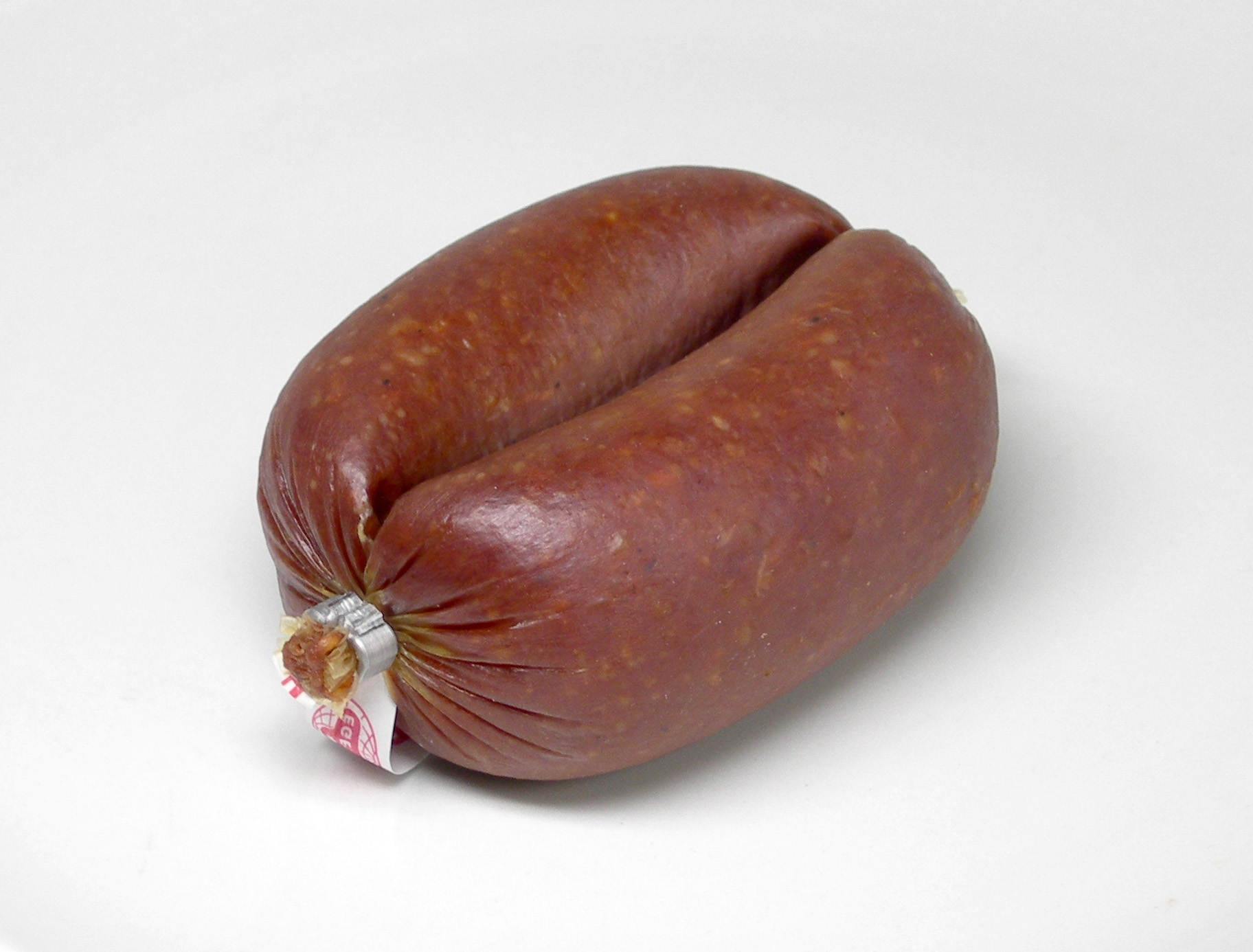
Sucuk